# Оливер, Селестен
Селесте́н Оливе́р (фр. Célestin Oliver; 12 июля 1930, Мостаганем, Французский Алжир — 5 июня 2011, Марсель, Франция) — французский футболист и тренер, игрок национальной сборной, бронзовый призёр  Чемпионата мира по футболу (1958).

## Спортивная и тренерская карьера
Начал футбольную карьеру в 1950 г. в местном клубе «Идеал», с 1953 г. — во французском национальном чемпионате, в 1956 г. в составе Седана выигрывает Кубок Франции. В 1958 г. его купил «Марсель», вылетевший по итогам сезона из высшего дивизиона, в следующем году, несмотря на 20 мячей забитых Оливером, он не смог вернуться в разряд сильнейших клубов страны. Футболиста продают в Анже, который в сезоне 1961/62 доходит до полуфинала французского Кубка.
Он заявлялся в национальную сборную, но вследствие серьёзной внутренней конкуренции за место в составе, на чемпионате мира в Швеции (1958), где французы стали третьими, не провёл ни одного матча.
По окончании карьеры футболиста получил педагогическое образование в сфере спорта и стал тренером. Возглавлял несколько клубов второго дивизиона, затем стал преподавать в Collège Grande Bastide, там он вел футбольную секцию, в которой, в частности, занимался Эрик Кантона.